# Sporophila hypochroma
El semillero culirrufo, capuchino castaño (en Argentina, Uruguay y Paraguay), espiguero capuchino castaño o espiguero castaño (Sporophila hypochroma) es una especie de ave paseriforme de la familia Thraupidae, perteneciente al numeroso género Sporophila. Es nativo del centro oriental de América del Sur. 

## Distribución y hábitat
Se distribuye desde el centro de Brasil, el este de Bolivia, y Paraguay, oeste de Uruguay, y las provincias del nordeste de Argentina, llegando por el sur hasta la ribera austral del Río de la Plata, en el nordeste de Buenos Aires. Se ha comprobado su reproducción en Argentina, Bolivia y Paraguay. Las poblaciones sureñas migran hacia el norte en los inviernos australes hacia Brasil y posiblemente en Concepcíon, Paraguay. Las poblaciones de Bolivia aparentemente son sedentarias pero no hay datos disponibles del fin del otoño y comienzo del invierno.
Esta especie es considerada rara y local como reproductor en su hábitat natural: los pastizales húmedos poco perturbados, generalmente donde son estacionalmente inundables; migra hacia el norte en los inviernos, donde prefiere áreas húmedas de cerrado y campos con pastizales altos y lujuriantes; hasta los 1100 m de altitud.

## Estado de conservación
El semillero culirrufo ha sido calificado como casi amenazado por la Unión Internacional para la Conservación de la Naturaleza (IUCN) debido a que su población, todavía no cuantificada, se presume estar en decadencia moderadamente rápida como resultado de la pérdida de hábitat y su fragmentación, y por causa de la captura para comercio como ave de jaula.

## Sistemática

### Descripción original
La especie S. hypochroma fue descrita por primera vez por el ornitólogo estadounidense Walter Edmond Clyde Todd en 1915 bajo el mismo nombre científico; su localidad tipo es: «Buena Vista, Santa Cruz, Bolivia». El holotipo, un macho adulto colectado en 25 de enero de 1912, se encuentra depositado en el Museo Carnegie de Historia Natural bajo el número CM 43922.

### Etimología
El nombre genérico femenino Sporophila es una combinación de las palabras del griego «sporos»: semilla, y  «philos»: amante; y el nombre de la especie «hypochroma» se compone de las palabras del griego «hupo»: debajo, y «khrōma»: color.

### Taxonomía
Es monotípica. Los datos presentados por los amplios estudios filogenéticos recientes demostraron que la presente especie es próxima de Sporophila pileata y el par formado por ambas es próximo de un clado integrado por S. palustris y S. hypoxantha + S. ruficollis.